# اوت لپلند
کتی ولف (انگلیسی: Ott Lepland، زاده ۱۷ می ۱۹۸۷) خواننده استونیایی است.
او در مسابقه آواز یوروویژن ۲۰۱۲ نماینده استونی بود.